# Baardmossel
De baardmossel (Modiolus barbatus) is een tweekleppigensoort uit de familie Mytilidae. De wetenschappelijke naam werd gepubliceerd in 1758 door Carl Linnaeus in de tiende editie van Systema naturae.

## Beschrijving
De baardmossel kan tot 60 mm lang worden, hoewel individuen meestal kleiner zijn. De schelp heeft een langwerpige ovale vorm met de scharnierlijn in een steile hoek met de prominente, afgeronde umbo's. De beaks zijn niet helemaal aan het voorste uiteinde van de schaal. Het buitenoppervlak van de schaal is geelachtig wit, lichtgeel of roodbruin van kleur. Over de achterste helft van de schelp draagt het periostracum lange, platte borstelharen, elk met een duidelijk gekartelde rand. Het binnenoppervlak van de schelp is glanzend en lichtblauw van kleur.

## Verspreiding
Deze mosselsoort komt voor van de Middellandse Zee tot de Zwarte Zee en langs de Atlantische kust van Marokko. Wordt niet alleen in grote aantallen waargenomen aan de zuid- en westkust van Groot-Brittannië en Ierland, maar ook gevonden op locaties ten oosten van de Shetlandeilanden, in de Noordzee (hoewel zelden in het Nederlandse deel), aan de noordoostkust van Engeland, de oostkust van Ierland en in de Ierse Zee. Het leeft in grote gemeenschappen op rotsen en stenen in de mariene kustomgevingen op een diepte van 5 tot 110 meter.
Modiolus:
adriaticus · 
barbatus · 
modiolus · 
Musculus:
costulatus · 
discors · 
niger · 
subpictus

Mytilaster:
lineatus · 
minimus · 
Mytilus: 
†antiquorum · 
edulis · 
galloprovincialis · 
trossulus

Overig: 
†Arcoperna sericea · 
Crenella decussata · 
Dacrydium · 
Modiolula phaseolina · 
Perna woodi · 
†Rhomboidella prideauxi